# Life (album Yo Gottiego)
Life – trzeci niezależny album amerykańskiego rapera Yo Gottiego, którego premiera odbyła się w maju 2003 roku.

## Lista utworów
1. „Intro” – 3:56
2. „All I Ever Wanted to Do” (featuring Kia Shine) – 4:03
3. „Sell My Dope” (featuring Kia Shine) – 4:24
4. „Dirty South Soldiers” (featuring Lil Jon) – 4:57
5. „Reppin' North Memphis” – 3:06
6. „Str8 from da North” – 4:35
7. „Get Down” (featuring Lil’ Flip) – 4:12
8. „After I Fuck Ya Bitch” (Remix) – 4:37
9. „Entering the Game” – 3:52
10. „Life” – 4:07
11. „9 to 5” – 3:17
12. „Breakaman” – 4:22
13. „Shake It” (featuring Rich Burn) – 2:56
14. „Look at Old Girl” (featuring Block Burnaz) – 4:50
15. „On da Grind” – 3:22
16. „U Understand” – 4:53
17. „Mr. Tell It” – 4:49
18. „Dirty South Soldiers” (Rap Hustlaz Remix) (featuring Lil Jon, V-Slash & Kia Shine) – 5:38
19. „Pop Kone” (featuring Lil Jon) – 3:44